# Philolaosz
Philolaosz vagy gyakran Krotóni Philolaosz (ógörögül: Φιλόλαος; latinul: Philolaus; i. e. 470 körül – 385 körül) ókori görög preszókratikus, püthagoreus filozófus, természettudós, aki leginkább zeneelméleti kutatásairól, valamint az Ellenföld létezésével kapcsolatos elképzelésével, illetve azt tartalmazó kozmológiai rendszeréről lett ismert.
A püthagoreus hagyomány három legkiemelkedőbb alakja egyikének, sőt némelyek a püthagoreus iskola legkiemelkedőbb alakjának tekintették. A püthagoreus közösség egyik utolsó vezetője.
Ellenfölddel és Központi Tűzzel kiegészített meglehetősen egyéni kozmológiájának jelentősége, vitathatatlan érdeme hogy rendszerében a Föld mozog: az un. Központi Tűz körül kering és tengelye körül forog. (Mai szóhasználattal un. kötött pályán, azaz a keringési idő megegyezik a körülfordulási idővel ahogyan a Hold esetén a valóságban is.)
Emögött azonban feltehetően még nem voltak meg azok a logikus és teljességre törekvő megfontolások, amivel más ógörög tudósok védték meg elképzeléseiket.
Püthagorasz volt az egykori ógörög filozófiai iskola alapítója, amely a matematika misztikával áthatott gyakorlásáról lett ismert. A legtöbb, amit ma a püthagoreusok csillagászati rendszerről tudunk, Philolaosz művén keresztül maradt fenn. Feltehetően ő volt az első aki írásban rögzítette a püthagoreus tanokat. August Böckh (1819) Nikomakhoszt idézve azt állítja, hogy Philolaosz volt Püthagorasz utódja.
Azt állította, hogy mindennek az alapja a határoló és határtalan ellentéte, amelyek harmóniában egyesülnek. Azzal az elképzelésével, hogy a Föld nem a világegyetem középpontja, fontos szerepet tulajdonítanak neki a heliocentrikus világkép kialakításához vezető úton még ha nem is a Napot, hanem a hipotetikus Központi Tűzet helyezte a világegyetem középpontjába. Továbbá azzal, hogy állítása szerint a bolygók (beleértve a Napot és a Holdat is) gömb alakúnak és körülötte keringenek.

## Élete
Különböző források szerint szülővárosa Krotón, Tarentum, vagy Metapontum volt - de valamennyi beszámoló szerint Magna Graeciaban, a mai Dél-Itália területén a Tarantoi-öböl partvidékén született, amelyen görög gyarmatvárosok sorakoztak. De a legvalószínűbb hogy Krotónból menekült barátjával, Lüszisszel i. e. 454 körül Görögországba, Thébaiba talán a püthagoreus közösség otthonának második felégetése, a püthagoreusok végleges kiűzetésekor.
Platón Phaidón című műve szerint ő volt Szimmiasz és Kebész mestere Thébaiban nagyjából abban az időben, amelyben a Phaidón játszódik, azaz i. e. 399-ben.  Ez őt Szókratész kortársává tenné, és egybevágna azzal a beszámolóval, amely szerint Philolaosz és Démokritosz kortársak voltak.
Az életére vonatkozó további adatok jóval későbbi szerzők írásaiból származnak. Szétszórtak és kétes értékűek életének rekonstruálásához. Úgy tűnik, élt egy ideig Heracleában, ahol Areszasz (esetleg Oreszász, illetve ahogy Plutarkhosz nevezi, Arcesus) tanítványa volt. Diogenész Laertiosz az egyetlen tekintély, forrás, aki azt állítja, hogy röviddel Szókratész halála (i. e. 399) után Platón Itáliába utazott, ahol találkozott Philolaosszal és Eurütosszal.
Philolaosznak sok tanítványa volt köztük Arkhütasz, Xenophilosz, Phantón, Ekhekratész, Dioklész és Polümnasztosz.
Halálával kapcsolatban Diogenész Laertiosz egy igencsak valószínűtlen történettel számol be, miszerint Philolaoszt Krotónban ölték meg, mert azzal gyanúsították, hogy zsarnokságra tör. A történetet versbe is foglalta.

## Művei
Diogenész Laertiosz szerint Philolaosz egy könyvet írt, de máshol három könyvről is beszél, akárcsak Aulus Gellius és Iamblikhosz is. Lehetséges, hogy a mű egy értekezés volt három könyvre osztva. Platón állítólag beszerzett egy példányt a könyvből. Később néhányan azt állították, hogy Platón Timaiosza Philolaosz könyvén alapul.
Philolaosz egyik művének címe A természetről (περι ϕυσεως, peri phüszeósz) volt. Úgy tűnik, hogy ugyanezt a munkát Ióannész Sztobaiosz már A világról (περι χοσμου, Peri koszmu) címmel emlegette és amelyből néhány részletet ő őrzött meg belőle. (A harmadik a περι φυγης, azaz peri phügész, A száműzetés?? címet viselte.) Más írók Bacchae (’Bakkhánsnők’) című műre hivatkoznak, amely ugyanannak a műnek a másik címe lehetett, és amely Arignotétól származhatott. Mindazonáltal megemlítették, hogy Proklosz a Bacchae-t olyan könyvként írta le, amely a matematika segítségével tárgyalja a teológiát.
Charles Peter Mason szerint
„Valójában ebből, valamint a fennmaradt töredékekből az látható, hogy a mű első könyve a világegyetem keletkezéséről és elrendezéséről szóló általános beszámolót tartalmazott. A második könyv úgy tűnik, hogy a számok természetét ismertette, amelyek a püthagoraszi elméletben minden dolog lényege és forrása.”
Mason megjegyezte továbbá, hogy
„Úgy tűnik, Püthagorasz és legkorábbi követői nem rögzítették tanaikat írásban. Porphüriosz szerint (’Püthagorasz élete’ 40. oldal) Lüszisz és Arkhipposz összegyűjtött írásos formában néhányat a főbb püthagoraszi tanok közül, melyek családi örökségként a családban maradtak szigorúan meghagyva, hogy ne hozzák nyilvánosságra. De a kérdés különböző és ellentmondásos beszámolói közepette a püthagoreus tanok első megjelentetését meglehetősen egységesen Philolaosznak tulajdonítják. Három könyvben írt egy művet a püthagoraszi filozófiáról, amelyet Platón állítólag 100 mina áron szerzett meg Szirakúzai Dionon keresztül, aki az akkor nagy szegénységben élő Philolaosztól vásárolta meg.”
A történet más változatai szerint Platón saját maga vásárolta meg Philolaosztól vagy rokonaitól mikor Szicíliában járt. Ezekből a könyvekből állította össze állítólag Platón a Timaioszt. De Platón korában a püthagoreus tanok főbb vonásai már régóta nem voltak ismeretlenek, titkok, és ha Philolaosz tanította ezeket Thébaiban, aligha valószínű, hogy nehezményezte volna ezek közzétételét; és a fent említett tekintélyeknél fellelhető ellentmondások és valószínűtlen beszámolók közepette aligha tekinthető megbízhatónak több annál, mint hogy Philolaosz volt az első, aki egy könyvet tett közzé a püthagoreus tanokról, és Platón olvasta majd felhasználta azt.
A történészek a ’Stanford filozófiai enciklopédia’ (Stanford Encyclopedia of Philosophy) Philolaosz című szócikk Hiteles töredékek és beszámolók című fejezetében a Philolaosz-töredékek hitelességével kapcsolatosan a következőket jegyezték meg:
„Feltételezhető, hogy ezeket a könyveket nem maga Philolaosz írta, és valószínűnek tűnik, hogy az állítás három hamis műre utal, amelyeket Püthagorasznak tulajdonítottak a DL VIII 6 [töredék]-ben (Burkert 1972a, 224–5). Azt a történetet, miszerint Platón megvásárolta ezeket a könyveket Philolaosztól, valószínűleg Püthagorasz három hamisított értekezésének hitelesítésére találták ki. Burkert érvei (1972a, 238–277), amelyeket további tanulmányok támasztanak alá (Huffman 1993), egyetértéshez vezettek abban, hogy mintegy 11 töredék valódi (1., 6., 6a., 7., 13., 16. és 17. sz. Huffman 1993), és Philolaosz A természetről című könyvéből származnak (Barnes 1982; Kahn 1993 és 2001; Kirk, Raven és Schofield 1983; Nussbaum 1979; Zhmud 1997). Az 1., 6a és 13. töredéket ókori források azonosítják A természetről című könyvből származóként. Sztobaiosz a 2. és a 4–7. töredéket idézi A Kozmoszról című műből.”

## Kozmológia
Philolaosz könyve az alábbi mondattal kezdődik:
„A természet (physis) a világrendben (kozmosz) a határoló dolgokból és a határtalan dolgokból állt össze, mind a világrend egésze, mind minden benne.”
Robert Scoon így magyarázta Philolaosz univerzumát 1922-ben:
„Philolaosz megkísérli megmutatni, hogyan került az általunk ismert rendezett univerzum a jelenlegi állapotába. Azt állítja, hogy ez a kezdeti anyagon belüli harmónia hatására keletkezett, amelyet nem ismerünk, de következtetnünk kell rá. Ez az anyag különböző elsődleges elemekből állt, és a harmónia úgy illesztette össze őket, hogy a természet, a φύσις rendezett világ, κόσμος lett.”

## Sztobaiosz beszámolója
Sztobaiosz szerint Philolaosz felhagyott az űrben mozdulatlanul álló Föld elgondolásával, és megalkotta az univerzum első, nem geocentrikus rendszerét, amely szerint az égitestek egy hipotetikus csillagászati objektum, a Központi Tűz körül keringenek.
„Philolaosz azt állítja, hogy középen tűz van [...], és szintúgy a legmagasabb ponton tűz veszi körül a mindenséget. Természeténél fogva a középső tűz az első, és körülötte tíz isteni test kering – az égbolt, a bolygók, a Nap, majd a Hold, majd a Föld, majd az Ellenföld, és mindezek szívében a központban helyezkedik el a tűz. Mindennek körben a legmagasabb részét, ahol az elemek tisztaságukban megtalálhatók, Olümposznak nevezi. Az Olümposz alatti régiókat, ahol az öt bolygó a Nappal és a Holddal van hívja a világnak. Az alattuk lévő részt, a Hold alatt és a Föld körül, amelyben keletkezés és változás tapasztalható, nevezi égnek.”
Philolaosz rendszerében a rögzített csillagok gömbje, az öt bolygó, a bolygónak tekintett Nap, Hold és a Föld a Központi Tűz körül keringett. Arisztotelész Metafizika című könyve szerint Philolaosz egy tizedik, a Földről nem látható égitestet is feltételezett, amit Ellenföldnek nevezett, mivel enélkül nem lenne csak kilenc az égitestek száma, és a püthagoreusok szent és tökéletes száma a tíz. George Burch görög szakértő azonban felvetette, hogy Arisztotelész gúnyosan magyarázza Philolaosz e kiegészítéseinek okát.
A Philolaosz által leírt rendszer azonban több száz évvel megelőzte a szférák elképzelését. Közel kétezer évvel később Kopernikusz megemlítette a De revolutionibus című munkájában, hogy Philolaosz már tudott a Föld keringéséről a Központi Tűz körül.
Több szerző kiemelte azonban, hogy Sztobaiosz hajlamos volt arra, hogy összekeverje a korai ión filozófusok téziseit, és beszámolóiban időnként összekeveri a platonizmust a püthagoreizmussal.

## Emlékezete

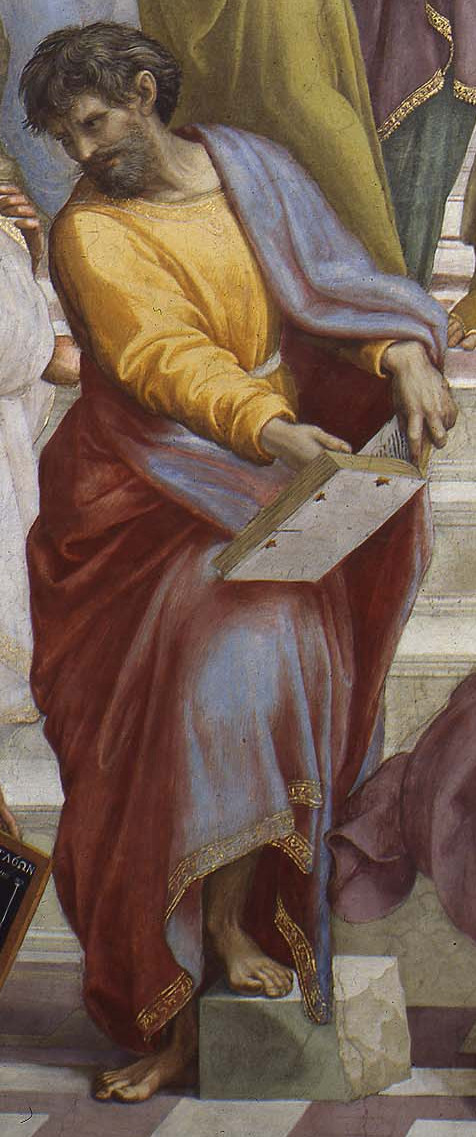
Talán Philolaoszt ábrázoló alak Raffaello Athéni iskola című freskóján

- A Philolaus holdkráter a filozófusról kapta a nevét.
- Raffaello Athéni iskola című freskójának egyik alakját néhányan vele azonosítják.[37]